# Maria Josefina de Saboia
Maria Josefina Luísa de Saboia (em italiano: Maria Giuseppina Luisa di Savoia; Turim, 2 de setembro de 1753 – Hartwell, 13 de novembro de 1810) foi uma princesa da Casa de Saboia por nascimento e condessa da Provença pelo casamento com o Luís, Conde da Provença, futuro Luís XVIII da França. Foi rainha titular da França e Navarra de 1795 a 1810.

## Início de vida

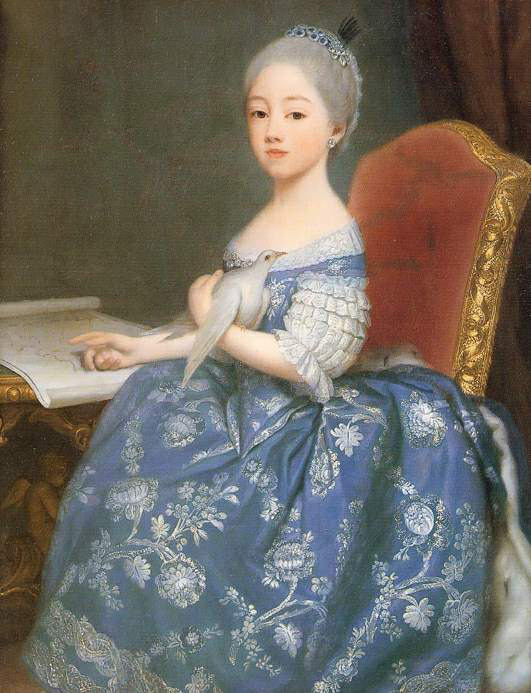
Maria Josefina na infância, por Giuseppe Duprà

Maria Josefina nasceu no Palácio Real de Turim em 2 de setembro de 1753 como a terceira criança e segunda menina do príncipe Vítor Amadeu de Saboia e da infanta Maria Antônia da Espanha. Na época de seu nascimento, seu avô paterno Carlos Emanuel III era o Rei da Sardenha, assim seus pais eram intitulados Duque e Duquesa de Saboia. Entre seus irmãos, estavam os últimos três reis da Sardenha da linha sênior da Casa de Saboia: os futuros Carlos Emanuel IV, Vítor Emanuel I e Carlos Félix.

## Casamento

Condessa da Provença por François-Hubert, 1772.

Maria Josefina se casou em 14 de maio de 1771 com o príncipe Luís Estanislau Xavier de França, filho de Luís Fernando, Delfim da França, e sua esposa Maria Josefa da Saxônia. Seguiu-se um luxuoso baile seis dias depois.
Luís tinha repulsa da esposa, que era considerada feia, tediosa e ignorante dos costumes da corte de Versalhes. O casamento permaneceu sem consumação por anos; biógrafos discordam sobre o motivo. As teorias mais comuns propõem que Luís era impotente ou que sua falta de desejo se devia pela falta de higiene pessoal de Maria Josefina: ela não escovava os dentes, não tirava as sobrancelhas e não usava perfumes. Luís era obeso na época do casamento e bamboleava ao invés de caminhar. Ele não fazia exercícios e se alimentava com enormes quantidades de comida. Maria Josefina engravidou em 1774, tendo superado sua aversão. Entretanto, a gravidez terminou em aborto. Uma segunda gravidez em 1781 também terminou em aborto e o casamento permaneceu sem filhos.
Rechaçada pelo marido, iniciou um relacionamento amoroso com sua dama de companhia e leitora, Marguerite de Gourbillon. Marguerite permaneceu ao seu lado durante a Revolução Francesa, tendo as duas partido para o exílio juntas.

## Revolução Francesa

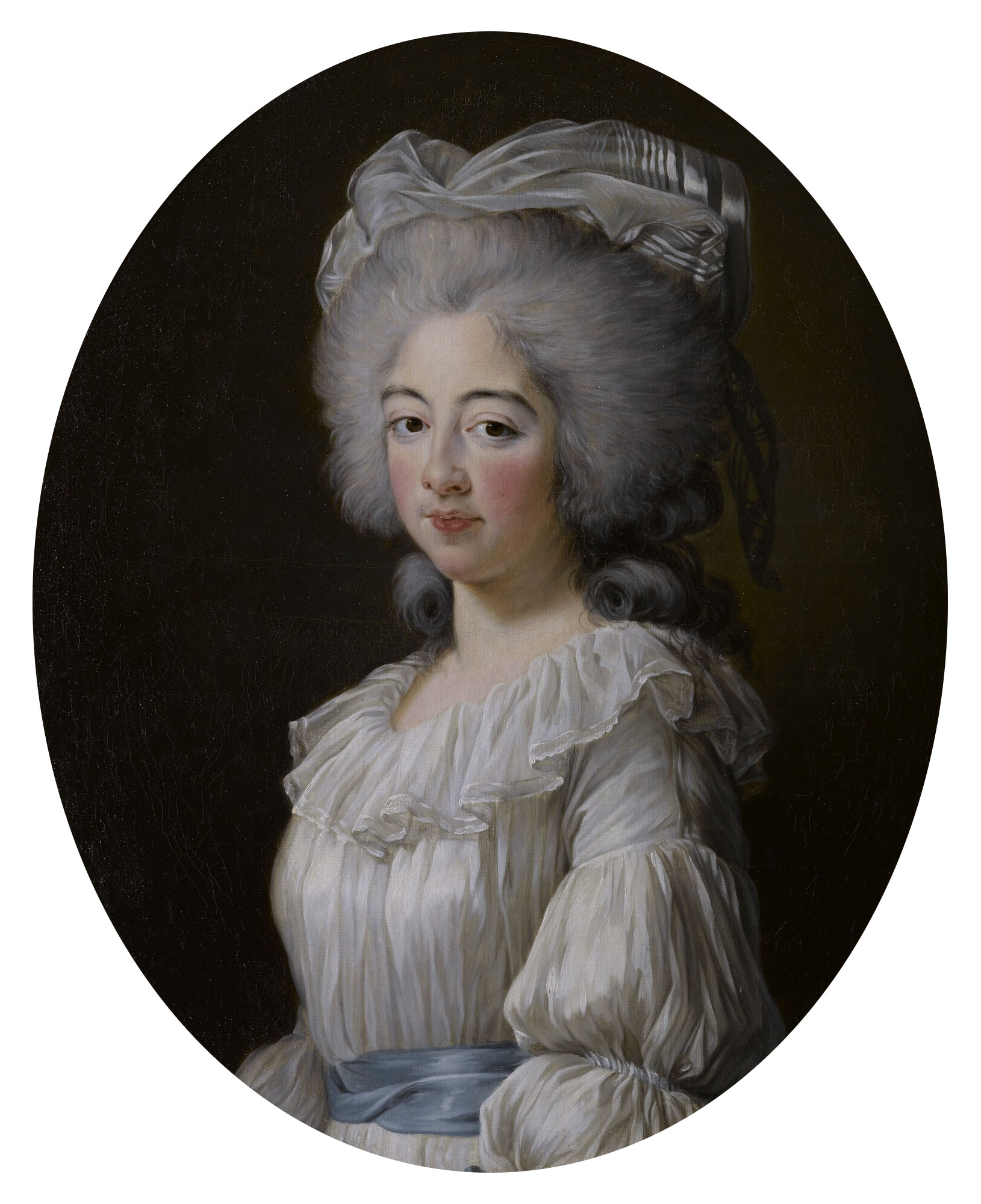
Retrato de 1782, por Louise Élisabeth Vigée Le Brun.

Os Estados Gerais se reuniram em maio de 1789 para ratificar reformas financeiras. O marido de Maria Josefina era a favor de uma posição forte contra o Terceiro Estado e suas exigências de reformas tributárias. O Terceiro Estado se auto-declarou em 17 de junho a Assembleia Nacional do povo francês. O Conde da Provença pediu ao rei que agisse fortemente contra a declaração, enquanto que o popular Necker tinha a intenção de negociar. Luís XVI permaneceu caracteristicamente indeciso. A assembleia se declarou em 9 de julho a Assembleia Nacional Constituinte com a intenção de escrever uma constituição para a França. O rei dispensou Necker dois dias depois, causando grandes tumultos por toda Paris. Um regimento de cavalaria comandado por Carlos Eugênio de Lorena, Príncipe de Lambesc, atacou em 12 de julho uma multidão reunida nos jardins do Palácio das Tulherias, com a Tomada da Bastilha ocorrendo dois dias depois.
O cunhado de Maria Josefina, Carlos, Conde de Artois, fugiu da França em 16 de julho com sua esposa, filhos e vários cortesãos. Ele e a família refugiaram-se em Turim, capital do Reino da Sardenha governado pelo pai de Maria Josefina, junto com a família de Luís José, Príncipe de Condé. O Conde da Provença decidiu ficar em Versalhes. Quando a família real planejou fugir de Versalhes para Metz, o conde aconselhou o rei a permanecer, sugestão que Luís XVI aceitou.
A família real foi forçada a deixar Versalhes um dia após a Marcha sobre Versalhes em 5 de outubro. Eles se mudaram para Paris, com Maria Josefina e Luís alojando-se no Palácio do Luxemburgo enquanto o resto da família ficou no Palácio das Tulherias.

## Exílio
Maria Josefina e Luís fugiram em junho de 1791 para os Países Baixos Austríacos, Luís se autoproclamou regente da França ao chegar. Ele mostrou um documento que havia escrito com Luís XVI antes de fugir, que lhe dava a regência no caso da morte do irmão ou sua incapacidade de realizar suas funções como rei. Luís juntou-se a outros príncipes em exílio em Coblença, onde ele, Carlos e os Condés declararam sua intenção de invadir a França. O rei ficou irritado pelas ações do irmão. O Conde da Provença enviou emissários para várias cortes europeias pedindo por auxílio financeiro, soldados e munição.
A Assembleia Nacional declarou em janeiro de 1792 que todos os nobres exilados eram traidores da França, com suas propriedades e títulos sendo confiscados. A monarquia francesa foi abolida pela Convenção Nacional em 27 de setembro de 1792. Luís XVI foi executado em 21 de janeiro de 1793, assim deixando seu filho Luís Carlos como o rei titular. Os príncipes exilados proclamaram o menino como "Luís XVII de França". O Conde da Provença unilateralmente se declarou como regente do sobrinho, que ainda era muito jovem para liderar a Casa de Bourbon.
Luís Carlos acabou morrendo no cativeiro dois anos depois em junho de 1795. Sua única irmã ainda viva, Maria Teresa, não era considerada uma candidata ao trono por causa da tradicional Lei Sálica. Assim os príncipes exilados declararam que o Conde da Provença era o "Rei Luís XVIII". O novo rei aceitou a declaração logo depois. Luís começou a escrever um manifesto em resposta à morte do sobrinho, conhecido como a "Declaração de Verona", que era uma tentativa de apresentar suas políticas ao povo francês. A declaração acenava para a volta da monarquia, "que por catorze séculos foi a glória da França".

## Morte
O Conde de Provence, após a morte de seu irmão e a posterior morte de seu sobrinho Luís Carlos, reivindicou o título com o nome de Luís XVIII. Maria Josefina, no entanto, morreu no exílio em 1810, portanto, não foi capaz de se sentar no trono ao lado do marido.
Foi enterrada primeiro na Abadia de Westminster, e depois foi movida para o Santuário dos Mártires, a cripta da catedral de Cagliari, na Sardenha, porque não foi ocupada por Napoleão como é a França e Piemonte.

## Representações na cultura
Maria Josefina foi representada pela atriz francesa Clémentine Poidatz no filme de 2006, Marie Antoinette, dirigido por Sofia Coppola. O filme a retrata como a mãe do duque de Angoulême, que na verdade era filho de sua irmã, a princesa Maria Teresa de Saboia.